# Ofônio Tigelino
Caio Ofônio Tigelino, ou Caio Ofónio Tigelino, também conhecido como Sofônio (Sofónio) Tigelino ou simplesmente Tigelino (Agrigento, c. 8 - Sinuessa, 69) foi um político romano, provavelmente de origem grega. 
Embora de origem humilde, chegou a ser prefeito do pretório e comandante da guarda pretoriana à época de Nero.
Em 39 d.C., foi desterrado de Roma pelo imperador Calígula, sob a acusação de adultério, por manter relações com Agripina. Posteriormente, à época de Cláudio, foi reabilitado; retornou e fez fortuna administrando hipódromos em Apúlia e na Calábria. 
Sob Nero, de quem obteve a simpatia e amizade, tornou-se prefeito dos Vigiles Urbani, os "olhos da cidade" - funcionários encarregados do combate a incêndios e do policiamento da cidade. Na sequência, foi nomeado prefeito do pretório, em 62 d.C., chegando a ter grande poder. Como chefe da guarda pretoriana, foi um dos mais fiéis e ferozes funcionários de Nero e distinguiu-se particularmente durante a repressão da chamada Conspiração de Pisão (65 d.C.), na qual foi envolvido também o preceptor do imperador Lúcio Aneu Sêneca, que por isto foi obrigado a cometer o suicídio.
Tigelino, descrito por historiadores antigos e contemporâneos como um personagem grosseiro e cruel, tinha grande influência sobre Nero, mas acabou por abandoná-lo quando ficou claro o sucesso da insurreição liderada por Galba. Quando porém Galba foi derrotado por Otão este ordenou que Tigelino se suicidasse.